# Референдум в ГДР (1968)
Конституционный референдум в ГДР состоялся 6 апреля 1968 года. Новая конституция была утверждена 96,4 % избирателей, причем явка составила 98,1 % и вступила в силу 9 апреля.

## Предыстория
1 декабря 1967 года Народная палата ГДР учредила комиссию для составления новой конституции. 26 марта 1968 года Народная палата единогласно приняла закон о проведении референдума.

## Результаты
| Да или нет                | Голосов    | Процент  |
| ------------------------- | ---------- | -------- |
| Да                        | 11 536 803 | 96,4 %   |
| Нет                       | 409 733    | 3,4 %    |
| Действительных голосов    | 11 946 536 | 99,8 %   |
| Недействительных голосов  | 24 353     | 0,2 %    |
| Всего голосов             | 11 970 889 | 100,00 % |
| Явка                      | 98 %       | 98 %     |
| Источник: Nohlen & Stöver |            |          |